# Попов, Виктор Васильевич (политик)
Виктор Васильевич Попов (22 апреля 1941 — 26 июня 2022) — советский и партийный деятель, заместитель главы Екатеринбурга (1992—2004). Заслуженный строитель России (1995). Лауреат премии имени В. Н. Татищева и Г. В. де Геннина (2003). Награждён почётным нагрудным знаком «Строительная Слава» (2009), почётным знаком «За заслуги перед городом Екатеринбургом».

## Биография
Родился 22 апреля 1941 года.
Окончил Куйбышевский инженерно-строительный институт.
В 1966—1972 гг. — в тресте «Уралэнергострой», работал на строительстве Рефтинской ГРЭС. В 1972—1976 гг. — инструктор отдела строительства Свердловского обкома КПСС (в этот период отделом заведовал Б. Н. Ельцин). С 1976 г. — вновь в «Уралэнергострое», заместитель заведующего трестом. В 1987—1992 гг. — заместитель, 1-й заместитель председателя Свердловского горисполкома.
В сентябре 1991 года председатель горисполкома Ю. В. Новиков был отправлен в отставку решением горсовета, а процесс назначения главы администрации затянулся до конца января 1992 года. В этот период Попов в качестве 1-го заместителя председателя горисполкома осуществлял основное руководство городским хозяйством.
С 1992 по февраль 2004 г. — заместитель главы города Екатеринбурга, курировал вопросы строительства.
Скончался 26 июня 2022 года. Похоронен на Широкореченском кладбище Екатеринбурга.